# نیروی زمینی بلژیک
نیروی زمینی بلژیک (هلندی: Landcomponent) یا ارتش بلژیک نیروی زمینی زیرمجموعه نیروهای مسلح بلژیک است، که در سال ۱۸۳۰ تأسیس شد.
پادشاه بلژیک فرمانده کل قوا است. رئیس فعلی ستاد بخش زمینی، سرلشکر ژان-پل باونیه است.
بخش زمینی که قدمت آن به تأسیس بلژیک در سال ۱۸۳۰ برمی‌گردد، قدیمی‌ترین شاخه خدماتی نیروهای مسلح بلژیک و همچنین بزرگترین شاخه از چهار شاخه است که تا سال ۲۰۲۲ تقریباً ۱۰۰۰۰ پرسنل نظامی فعال و بیش از ۲۰۰۰ نیروی ذخیره دارد.